# St Chamond
St Chamond je bil drugi tank francoske vojske v prvi svetovni vojni. 

## Razvoj
Nastal je kot projekt privatnega oblikovalca Pierrea Lescurea leta 1916. Ta projekt je bil prenešen v podjetje Schneider, ki pa je zavrnilo izdelavo tega tanka. To podjetje je že razvijalo svoj tank imenovan Schneider CA1, takrat se je prototip imenoval Tractor A, ker ime Char še ni bilo uveljavljeno in niso imeli idej za drugo poimenovanje tanka. Tank St Chamond je bil zelo podoben tanku Schneider CA. To je bila velika prednost za podjetje Saint Chamond, ki je želelo izdelovati tanke Schneider CA, vendar se podjetji nista mogli dogovoriti za višino plačila. Tank je imel še eno prednost, to je bila njegova velikost, ki mu je omogočila, da je nosil nov top L12 Canon à Tir Rapide. St Chamond je bil s tem topom veliko bolj unčikovit od tanka Schneider CA. Prvi prototip tanka je bil izdelan septembra 1916.